# Viola phalacrocarpa
Viola phalacrocarpa är en violväxtart som beskrevs av Carl Maximowicz. Viola phalacrocarpa ingår i släktet violer, och familjen violväxter. Inga underarter finns listade i Catalogue of Life.